# 約翰遜傳
《約翰遜傳》（The life of Samuel Johnson）蘇格蘭作家詹姆士·包斯威爾為英國辭典家、詩人作家塞缪尔·约翰逊寫的傳記。

## 过程
包斯威爾在二十三歲的時候第一次見到約翰生，不久包斯威爾便起意要為約翰孫寫傳，他勤於筆記，將约翰逊的一言一行全都記錄起來。二十一年後他開始執筆，兩年內寫完。

## 轶事
包斯威尔宣称：“我敢断言，在这部传记中所见到的约翰逊博士，将是有史以来，人类中最为完整的一个人”。包斯威爾的老婆笑著說：“我曾看見過人領著熊，從沒有看見過人被熊領著。”這是因為约翰逊塊頭很大，像個熊一樣，而這本傳記讀起來像是“熊”帶領他的學生包斯威爾。

## 外部連結
- 奇迹与奇缘——评《约翰逊传》 （页面存档备份，存于）鏈接更新有效

1. ↑  志文出版社所出版的《約翰生傳》中的目錄其中一篇〈急於要攆我回去〉裡約翰生致包斯威爾的一封信中的第46個原註中說到